# Музика Василь Михайлович (депутат)
Васи́ль Миха́йлович Музи́ка (1902 , Гошани, Городоцький повіт, Королівство Галичини та Володимирії, Австро-Угорщина  — 21 грудня 1945 , Підгайчики, Рудківський район, Дрогобицька область, Українська РСР, СРСР ) — український радянський діяч, селянин, голова селянського комітету села Гошани, заступник голови Рудківського райвиконкому Дрогобицької області. Депутат Верховної Ради УРСР 1-го скликання (1940–1945).

## Біографія
Народився 1902 року в бідній селянській родині в селі Гошани, тепер Градівка, Городоцький район, Львівська область, Україна. З юних років наймитував, працював у сільському господарстві.
Брав активну участь у революційних селянських гуртках в селі Гошани на Городоччині. 1937 року був заарештований польською владою за революційну діяльність, до квітня 1939 року провів у в'язниці в Самборі.
Потім працював у сільському господарстві, продовжував антипольську революційну діяльність.
З кінця вересня 1939 року — голова селянського комітету (сільської ради) села Гошани Рудківського району Дрогобицької області.
24 березня 1940 року обраний депутатом Верховної Ради УРСР 1-го скликання по Рудковському виборчому округу № 326 Дрогобицької області.
З 1940 по червень 1941 року — заступник голови виконавчого комітету Рудківської районної ради депутатів трудящих Дрогобицької області.
Під час німецько-радянської війни — в евакуації у Воронезькій і Саратовській областях, працював у колгоспах.
У 1943 — травні 1944 року — воював у німецькому тилу у складі партизанського з'єднання Олексія Федорова. 
Кандидат у члени ВКП(б) з 1944 року.
Станом на 21 березня 1945 року — заступник голови виконавчого комітету Рудківської районної ради депутатів трудящих Дрогобицької області.
Вбитий невідомими 21 грудня 1945 року в селі Підгайчики, тепер Самбірський район, Львівська область, Україна.